# Frauke Petersen
Frauke Petersen (* 1950 in St. Peter-Ording) ist eine bildende Künstlerin, die vor allem durch ihre Mischtechniken aus Fotografien und Sand bekannt wurde.

## Leben
Frauke Petersen wuchs in ihrem Geburtsort St. Peter-Ording auf. Bis 1995 arbeitete sie als Garten- und Landschaftsarchitektin. Nach einer Kunstausbildung in Hamburg (u. a. im Studiencolleg Martin Conrad) lebt und arbeitet sie als freischaffende Künstlerin mit Atelier in St. Peter-Ording. Sie ist Mitglied im BBK Schleswig-Holstein und in der Künstlergruppe KunstKlima Eiderstedt.

## Arbeiten
„Meine Arbeiten sind reduziert, einfach und klar, die Wahrnehmung ist es nicht.“ Frauke Petersens zentrales künstlerisches Thema ist das Sehen und Wahrnehmen, zentrales Arbeitsmaterial ist der Sand. Prägend dafür war die Auseinandersetzung mit der ausgedehnten Sandbank vor ihrem Heimat- und Wohnort St. Peter-Ording. Denn dort, so sagte sie anlässlich der Entgegennahme eines Kunstpreises, sei „Plastisches, Klares und Lineares immer wieder neu wahrzunehmen“. Frauke Petersen „spielt teilweise geradezu vexierbildartig mit unseren Sehgewohnheiten“ Kennzeichnend für die künstlerische Entwicklung ist der experimentierfreudige und voranschreitende Umgang mit Formen, Farben und Motiven, wobei der Flachrelief-Charakter der Arbeiten eine Konstante bildet. Grundlage der Arbeiten bilden meist Fotografien, die auf Platten aufgebracht und mit Sandflächen oder -rastern in ihrer Aussage verändert und verdichtet werden. Bildmotive sind unter anderem abstrakte Formen, „Rippelmarken“ am Strand und das Spiel von Licht und Schatten. Angeregt durch eine Reise nach Buenos Aires begann Frauke Petersen, in ihren Arbeiten großstädtische Architekturfassaden und Innenraum-Details zu verfremden, nach einer Reise in die Wüste Gobi setzte sich die Künstlerin mit der Verfremdung menschlicher Figuren durch den Schatten auseinander.

## Ausstellungen
Seit 1998 zahlreiche Einzel- und Gruppenausstellungen in Deutschland und dem benachbarten Ausland.
Einzelausstellungen (Auswahl):
- 2001 "Sandreliefs", Schloss vor Husum, Nordfriesland
- 2005 "Lichtgezeiten", Rauminstallation, Nikolaikirche Rostock
- 2006 "Fließzeichen", Museum Haus Peters, Tetenbüll / Nordfriesland
- 2006 "GeZeiten", Galerie Inter-Art, Stuttgart
- 2008 "Welt-Raum", Sommerkirche Welt, Welt / Nordfriesland
- 2009 "La mer", Artium Art Gallery, Luxembourg
- 2010 "Architekturen", Altes Rathaus Garding, mit Frido Roehrs, Skulptur
- 2010 "Sandbilder", Modemuseum Schloss Meyenburg, Meyenburg
- 2012 "Bauwerke - Raumaspekte", Kunstbalkon Kassel, mit Brigitta Heidtmann
- 2013 "Räume", Galerie Alte Lateinschule, Viersen, mit Brigitta Heidtmann
- 2014 "arbeiten mit sand", Galerie Lüth, Husum / Halebüll
- 2016 "Strukturwandel", Kulturforum Wedel
- 2017 "Mit Sand gebaut", Kunstverein Elmshorn
- 2017 "Nordisch klar + konstruktiv", Altes Rathaus Garding, mit Klaus Eggemann
- 2019 "Lichträume", Galerie Lüth, Husum-Schobüll-Halebüll
- 2021 "Wege - 20 Jahre künstlerische Arbeit", Altes Rathaus Garding
- 2024 "Neue Arbeiten", mit Kristin Grothe, Galerie Lüth, Husum-Schobüll-Halebüll

Gruppenausstellungen (Auswahl):
- 2000 "Landesschau" des BBK Schleswig-Holstein, Kunsthalle Kiel und Staatliche Kunstgalerie Zoppot, Polen; bis 2020 neun weitere Teilnahmen an den Landesschauen
- 2001/02/04 "Nord Art" KiC, Rendsburg/Büdelsdorf
- 2005 "Haut", Brunswiker Pavillon, Kiel
- 2005 "Wasserzeichen", Verein zur Förderung der intermedialen Künste, Krefeld
- 2006 "Sickingen Kunstpreis", Museum im Westrich, Ramstein
- 2008 „Transparenzen“, Brunswiker Pavillon, Kiel
- 2009 "Unter Druck", Galerie Inter-Art, Stuttgart
- 2010 "Linien", Galerie im Heppächer, Esslingen
- 2012 "Abbruchkante", Sparkassenakademie Kiel
- 2011/12/14 "sans og samling", BaneGarden Abenraa
- 2013 "Sand, Wasser, Erde – und der Mensch" mit Hildegard Jaekel und Gisela Schmidt, Förderverein für Kunst und Kultur, Garding
- 2016 "u.A.w.g.", BIG Galerie, Dortmund
- 2019 "Kippmoment", Förderverein für Kunst und Kultur, Garding
- 2020 "30 Jahre - 30 Künstler", Kunsthaus Wittendün und Galerie Tobien, St. Peter-Ording
- 2020 "Mit Abstand die besten Künstler", Galerie Lüth, Husum/Halebüll
- 2021 "on the seashore", Galerie Tobien, Husum
- 2023 "Gezeitenwechsel", Galerie Tobien, Filiale St. Peter-Ording